# کشتار فورت هود
تیراندازی فورت هود ۲۰۰۹ (به انگلیسی: 2009 Fort Hood shooting) نام یک واقعه تروریسی در تاریخ ایالات متحده آمریکا است.
در ۵ نوامبر ۲۰۰۹، نضال مالک حسن، یک سرگرد آمریکایی، با گشودن آتش بر روی نظامیان مشغول‌به‌کار در فورت هود در تگزاس، ۴۳ نظامی و غیر نظامی را کشته و زخمی نمود.
فرانچسکا والز، یکی از کشته‌شدگان در این واقعه، آبستن بود.

## واکنش‌ها

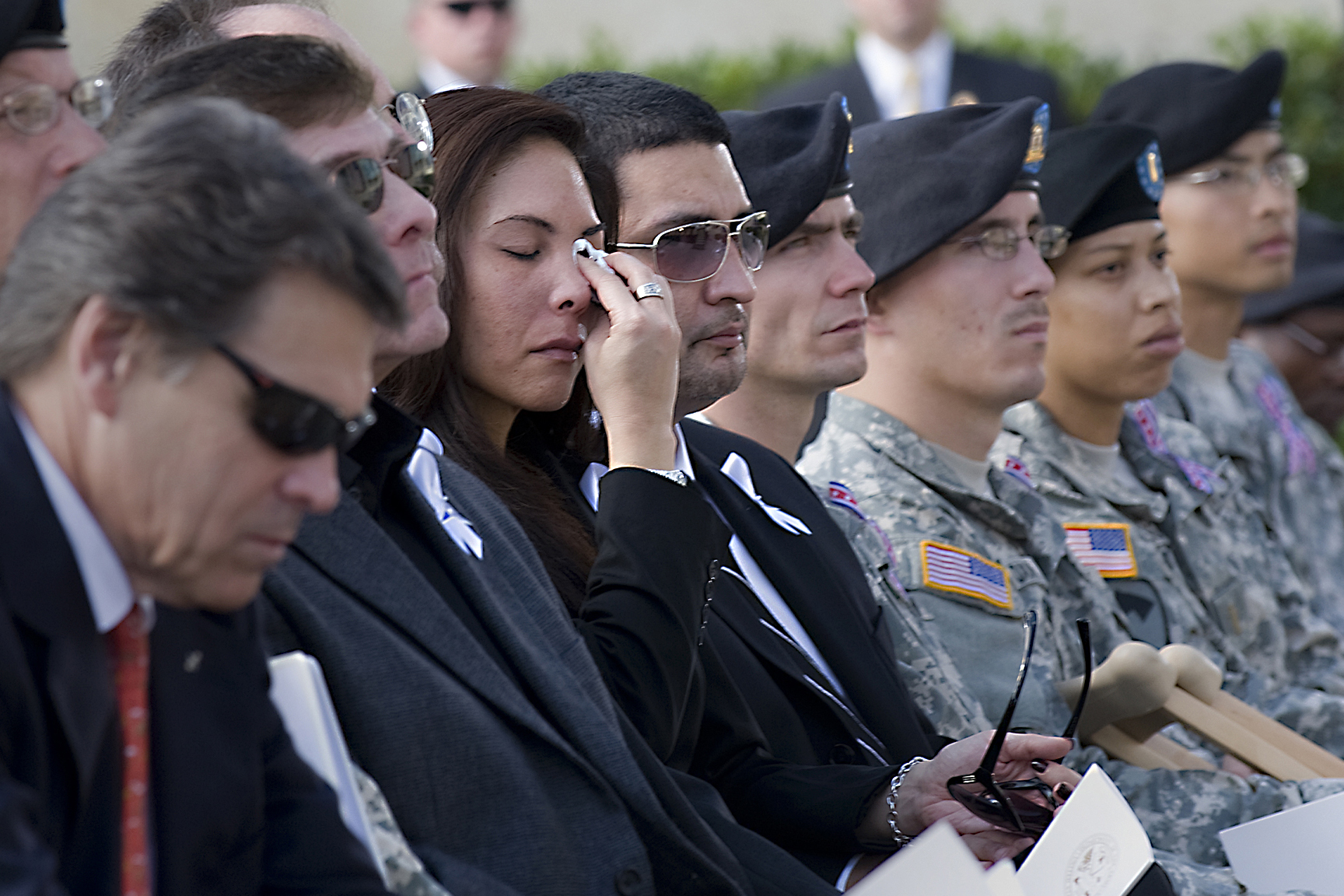
نشست در باره کشتار فورت هود

شورای روابط اسلامی آمریکا این کشتار را سریعاً محکوم و مراتب تسلیت را به خانواده‌های کشته‌شدگان ابراز نمود.
بدنبال این واقعه، بسیاری از مفسران و تحلیلگران، این واقعه را زنگ خطری برای آمریکاییان در برابر «رادیکالیسم اسلامی» دانسته‌اند. در همین رابطه، مسلمانان آمریکا از عواقب اجتماعی مسلمانان در آمریکا پس از این واقعه ابراز نگرانی کرده‌اند. اما جنت ناپالیتانو در این‌باره اعلام کرد:
ما وقوع چنین حادثه‌ای را مجوزی برای اسلام‌ستیزی نمی‌دانیم. این شخص و اعمالش نمایندهٔ دین اسلام نیست.
و ویلیام کیسی، بالاترین مقام ارتش آمریکا، نیز اظهار داشت:
ما از عکس‌العمل منفی نسبت به سربازان مسلمان ما در ارتش نگرانیم...وجود تنوع نه فقط در ارتش ما، بلکه در کشور ما، از نقاط استحکام ما بوده‌است. و با وجود ناگوار بودن این تراژدی، من فکر می‌کنم که اگر این تنوع در افکار و اعتقادات ما نیز قربانی گردد، وضع وخیم‌تری خواهیم داشت.
نضال حسن بر روی کارت تجاری خود حروف SoA را می‌نگاشته، که بر طبق ادعای بازرسان فدرال بمعنای «سربازان الله» بوده، و توسط اصولگرایان افراطی مسلمان گروه انور العولقی استفاده می‌شود.

## نگارخانه

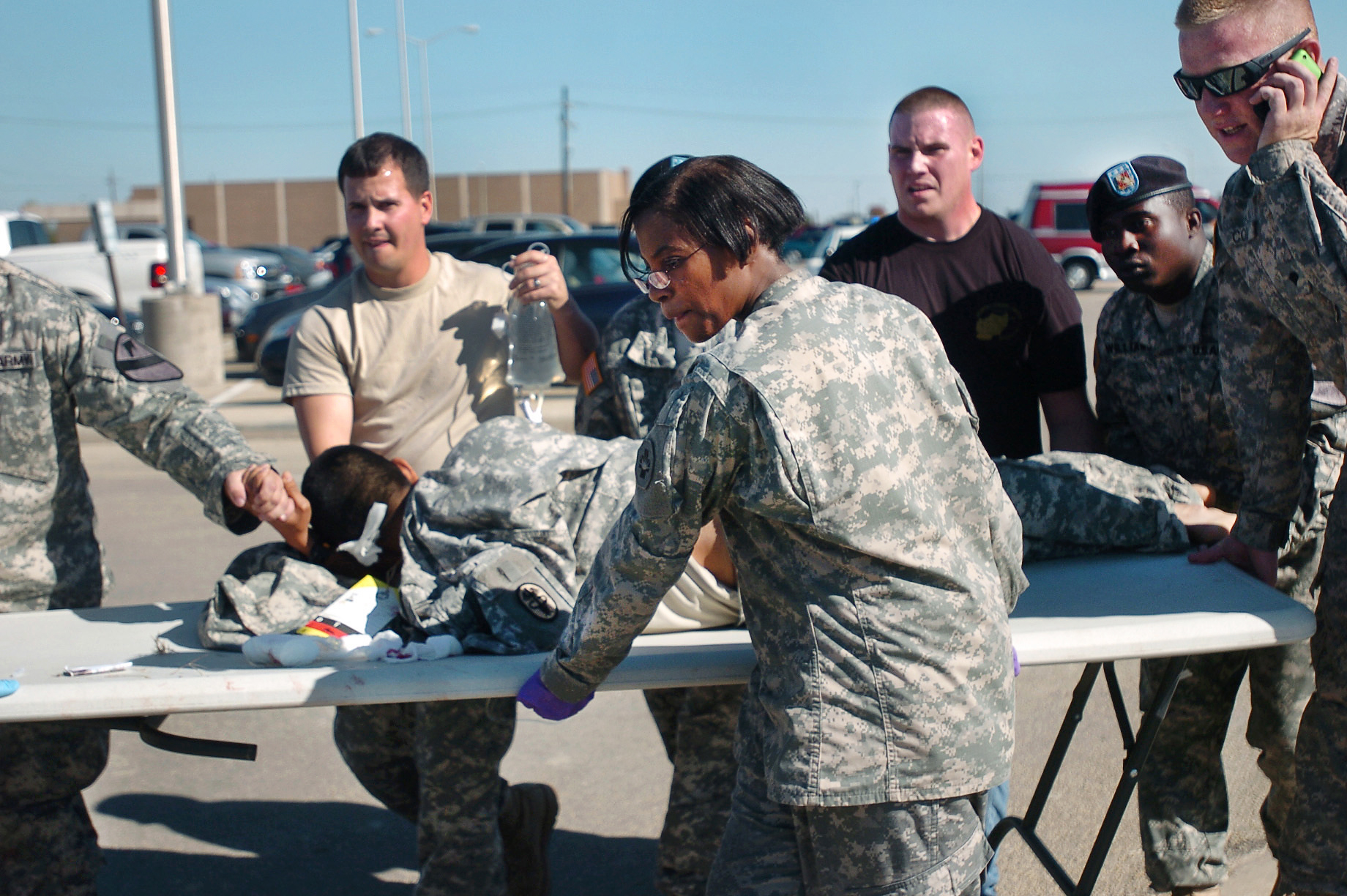